# To a Finish
To a Finish è un film muto del 1921 diretto da Bernard J. Durning. Prodotto e distribuito dalla Fox Film Corporation, aveva come interprete un popolare attore western, Buck Jones. Nel cast anche Helen Ferguson, G. Raymond Nye, Norman Selby, Herschel Mayall. Il soggetto e la sceneggiatura erano di Jack Sturmwasser, come si firmava all'epoca il futuro produttore John Stone.

## Trama

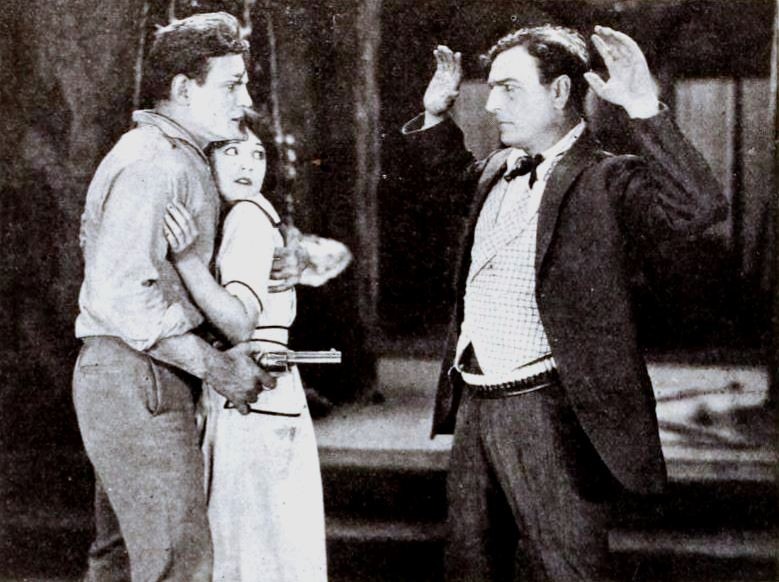
Buck Jones e Helen Ferguson (abbracciati)

Praticamente padrone di tutta la città di Half-Way, Bill Terry vuole impadronirsi anche del ranch di Joe Blake. Per questo, mescola con la mandria di Blake alcuni suoi vitelli per poi accusare l'allevatore di essere un ladro di bestiame. La figlia dello sceriffo Lane, Doris, sente Terry, a cui è stata promessa in sposa, mentre sta complottando con i suoi ai danni di Jim Blake, il figlio dell'allevatore che, innamorato della ragazza, è per Terry un pericoloso rivale. Persa ogni stima per il fidanzato, Doris offre rifugio a Jim rimasto ferito in uno scontro a fuoco con gli uomini di Terry. Quest'ultimo, allora, insieme al capo dei suoi scagnozzi, Wolf Gary, rapisce Doris. Ma Jim riuscirà a liberare la ragazza che ama e a conquistarla.

## Produzione
Il film fu prodotto dalla Fox Film Corporation.

## Distribuzione
Il copyright, richiesto dalla Fox Film Corp., fu registrato il 21 agosto 1921 con il numero LP16921. Lo stesso giorno, distribuito dalla Fox Film Corporation, il film uscì anche nelle sale statunitensi. In Francia, fu distribuito il 21 agosto 1921 con il titolo L'Insulte.
Non si conoscono copie ancora esistenti della pellicola che viene considerata presumibilmente perduta.